# God Bless the Child
God Bless the Child è un brano musicale jazz composto da Billie Holiday, Arthur Herzog Jr. nel 1939, e fu inciso per la prima volta nel 1941.
Nel 1976 la versione di Billie Holiday è stata premiata con il Grammy Hall of Fame Award . 
Il brano inoltre è stato incluso nell'elenco delle canzoni del secolo, dalla Recording Industry Association of America e dal National Endowment for the Arts.

## Storia e significato
Nella sua autobiografia Lady Sings the Blues, Billie Holiday ha riportato che, durante una discussione con sua madre per soldi,  aveva esclamato God bless the child that's got his own (Dio benedica il bambino che ha ciò che gli spetta). Quella battuta fu il punto di partenza per la canzone, che aveva composto insieme a Arthur Herzog.
Nel suo libro del 1990 Jazz Singing, Will Friedwald definisce la canzone al contempo "sacra e profana", poiché fa riferimento alla Bibbia e nel contempo lascia intendere che la religione sembra non avere alcun effetto nel far sì che le persone si trattino meglio.

## Nel cinema
La canzone faceva parte della colonna sonora del film Schindler's List di Steven Spielberg del 1993: il jazz era stato bandito dai nazisti, quindi inserendo il brano musicale Spielberg enfatizzava la distanza di Schindler dal regime.